# Gmina Senta
Gmina Senta (serb. Opština Senta / Општина Сента) – gmina w Serbii, w Wojwodinie, w okręgu północnobanackim. W 2018 roku liczyła 21 876 mieszkańców.